# Komuna e Thërandës
Komuna e Thërandës är en kommun i Kosovo. Den ligger i den södra delen av landet, 40 km sydväst om huvudstaden Priština. Antalet invånare är 60 869. Arean är 361 kvadratkilometer.
Terrängen i Komuna e Thërandës är varierad.